# Isolepis minuta
Isolepis minuta là loài thực vật có hoa trong họ Cói. Loài này được (Turrill) J.Raynal mô tả khoa học đầu tiên năm 1977.